# Journal de Crelle
El Journal für die reine und angewandte Mathematik, en català: Revista de Matemàtiques pures i aplicades, més conegut com a Journal de Crelle, és una revista matemàtica fundada el 1826 per August Leopold Crelle. La revista encara es publica en l'actualitat, el que la converteix en la degana d'aquesta disciplina. La revista va ser editada per August Crelle fins a la seva mort el 1855. Els editors successius han sigut:
- 1856–1880 Carl Wilhelm Borchardt
- 1881–1888 Leopold Kronecker, Karl Weierstrass
- 1889–1892 Leopold Kronecker
- 1892–1902 Lazarus Fuchs
- 1903–1928 Kurt Hensel
- 1929–1933 Kurt Hensel, Helmut Hasse, Ludwig Schlesinger
- 1934–1936 Kurt Hensel, Helmut Hasse
- 1937–1952 Helmut Hasse
- 1952–1977 Helmut Hasse, Hans Rohrbach
- 1977–1980 Helmut Hasse

Actualment (2016), el seu editor és el professor de la universitat de Heidelberg Rainer Weissauer.
Al llarg de la seva història, la revista ha publicat articles fonamentals, incloent autors com Abel, Poncelet, Georg Cantor, Emmy Noether i molts altres.